# Scania CN113ALB
Scania CN113ALB – autobus miejski przegubowy produkowany  przez firmę Scania w Słupsku w zakładzie Scania-Kapena S.A. Do 5 lutego 2015 w Krakowie były jeszcze eksploatowane dwa egzemplarze o numerach taborowych PE095 i PE100. Jeden ze nich został zezłomowany, a drugi pozostawiony jako eksponat.